# Nycteris grandis
Nycteris grandis — вид рукокрилих родини Nycteridae.

## Поширення
Країни проживання: Бенін, Камерун, Центральноафриканська Республіка, Конго, Демократична Республіка Конго, Кот-д'Івуар, Екваторіальна Гвінея, Габон, Гана, Гвінея, Кенія, Ліберія, Малаві, Мозамбік, Нігерія, Сенегал, Сьєрра-Леоне, Судан, Танзанія, Того, Замбія. Це вид низовини, який був записаний з різних місць проживання, починаючи від низинних вологих тропічних лісів (часто зустрічається поблизу болотистих ділянок) до сухих саван та міомбо. Як правило, лаштує сідала в дуплах дерев, але також у штучних структурах, таких як будинки, занедбані водонапірні вежі й водопропускні труби. Тварини також можуть спати у порожнистих колодах, що впали, і отворах або невеликих печерах в скелях. 

## Морфологія
Повна довжина 9 см, передпліччя 6.5 см, розкрив крил 35 см, вуха 3.1 см, вага 36—43 гр. Хутро зверху світлого червонувато-коричневого кольору, знизу блідий сіруватий з сивиною. Статевий диморфізм відсутній.

## Поведінка та відтворення
В основному споживає комах, але також риб, жаб, кажанів. Народжується єдине маля влітку. 

## Загрози та охорона
Немає серйозних загроз для даного виду в цілому. Ймовірно присутніх в багатьох охоронних територіях.